# Diptychocarpus
Diptychocarpus é um género botânico pertencente à família Brassicaceae.